# Santa Eulàlia de Tevolís
Santa Eulàlia de Tevolís fou una església romànica del terme de Trullars, a la comarca del Rosselló, de la Catalunya Nord.
Actualment és del tot desapareguda, estava situada en el vilar de Tevolís, a prop de la riba esquerra del Reart, a la zona extrema nord-est del terme comunal.

## Història
Santa Eulàlia era l'església del vilar de Tevolís, pertanyent a Trullars. El 972 és esmentada l'ecclesiola Sancta Eulalia), i el 1475 encara se'n tenen referències. El vilar de Tevolís està documentada en el període 1141-1144.

## Arquitectura
En l'actualitat no queda res d'aquesta església ni de la vila on es trobava.